# Машаду, Диогу Барбоза
Дио́гу Барбо́за Маша́ду (порт. Diogo Barbosa Machado; 31 марта 1682, Лиссабон — 9 августа 1772, Лиссабон) — первый выдающийся португальский библиограф, писатель, библиофил, коллекционер, яркий представитель эпохи Просвещения в Португалии.
Автор и составитель первого фундаментального 4-томного библиографического и биографического справочника на португальском языке Biblioteca Lusitana («Лузитанская библиотека») (1741—1759).

## Биография
Составители справочников рекомендуют обращаться к автобиографическим сведениям, указанным самим автором «Лузитанской библиотеки». В её I томе Барбоза Машаду привёл данные автобиографии, а в IV томе скромно перечислил некоторые свои публикации. Родился в Лиссабоне, где получил начальное образование от братьев ордена Христа, у монахов также обучился латинскому языку, затем три года изучал философию и теологию в конгрегации ораторианцев. С 1708 года изучал каноническое право в Коимбрском университете, но университет не окончил. Сперва занял скромное место священника в одной из церквей епархии Ламегу, в 1724 году был возведён в степень пресвитера, а 4 ноября 1728 года получил титул аббата церкви святого Адриана де Севера (Parochial Igreja de Santo Adrião de Sever) в епархии Ламегу. Был избран академиком Королевской академии португальской истории (Academia Real da História Portuguesa), став одним из её 50 членов-основателей. Академия поручила Машаду составление трёхтомных «Записок по истории правления королей Себастьяна I, Энрике Португальского, Филиппа I Португальского, Филиппа II Португальского и Филиппа III Португальского» (Memorias do reinado de D. Sebastião, de D. Henrique, Filippe I, II, e III). Принимал участие в церемонии похорон Жуана V, при оформлении которой составил изречения на латинском языке, выработал дизайн медальонов и эмблем. Записал отчёт о том событии 25 и 26 октября 1750 года. Так вкратце обозначил вехи собственного жизненного пути и творчества автор «Лузитанской библиотеки».
Диогу Барбоза Машаду был светским пресвитером и носил титул аббата Севера. Университет ему не удалось окончить по причине тяжёлой болезни. Пойдя на большие жертвы и затраты, смог собрать ценнейшую личную библиотеку, насчитывавшую несколько тысяч томов (около 5 000) главным образом редких изданий по истории Португалии. В коллекцию вошло 2 тома большого формата с  690 портретами королей, принцев и инфантов Португалии, 4 тома такого же формата с портретами выдающихся португальцев и 1 том карт. Всё то собрание было преподнесено в дар королю Жозе I для восполнения потерь королевской библиотеки при лиссабонском землетрясении 1755 года.
Коллекция редких книг Машаду вместе с бо́льшей частью собрания гравюр, карт и брошюр в эпоху Пиренейских войн была переправлена через океан в Бразилию (1807) и составила основу Национальной библиотеки Бразилии.
В «Записках по истории Португалии» автор проявил свою большую эрудицию и опубликовал в этом собрании ранее не издававшиеся документы. Трудом жизни несомненно считается 4-томная «Лузитанская библиотека». Это собрание представляет собой первый фундаментальный биографический и библиографический справочник о португальских авторах и изданиях главным образом XVI, XVII и XVIII веков. Помимо того многотомник расценивается также как первый авторитетный музыковедческий источник Португалии. Его основу составили первые 3 тома (A—Z, 1741—1752),  4-й том (1759) включил дополнения по персоналиям и несколько видов «Указателей» (Index). Данный авторитетный источник до сих пор не утратил своего значения. Второе издание вышло в 1930-х годах. Метод Диогу Барбозы Машаду был творчески продолжен Иносенсиу Франсишку да Силвой при подготовке издания Португальского библиографического словаря (23 тома, 1858—1958).

## Сочинения
- Bibliotheca Lusitana : Historica, Critica, e Cronologica. Na qual se comprehende a noticia dos Authores Portuguezes, e das Obras, que compuseraõ desde o tempo da promulgaçaõ da Ley da Graça até o tempo presente (Abraham Coen Pimentel — Ezechiel de Castro) :  [порт.] : in IV vol. / Diogo Barbosa Machado. — Lisboa : Antonio Isidoro da Fonseca, 1741. — Vol. I. — LXXIX, 767 p.
- Bibliotheca Lusitana : Historica, Critica, e Cronologica. Na qual se comprehende a noticia dos Authores Portuguezes, e das Obras, que compuseraõ desde o tempo da promulgaçaõ da Ley da Graça até o tempo presente (Fabiam da Mota — D. Izabel Senhorinha da Sylva) :  [порт.] : in IV vol. / Diogo Barbosa Machado. — Lisboa : Ignacio Rodrigues, 1747. — Vol. II. — VI, 927 p.
- Bibliotheca Lusitana : Historica, Critica, e Cronologica. Na qual se comprehende a noticia dos Authores Portuguezes, e das Obras, que compuseraõ desde o tempo da promulgaçaõ da Ley da Graça até o tempo presente (Laymundo Ortega — Fr. Zozimo de Alvor) :  [порт.] : in IV vol. / Diogo Barbosa Machado. — Lisboa : Ignacio Rodrigues, 1752. — Vol. III. — 799 p.
- Bibliotheca Lusitana : Historica, Critica, e Cronologica. Na qual se comprehende a noticia dos Authores Portuguezes, e das Obras, que compuseraõ desde o tempo da promulgaçaõ da Ley da Graça até o tempo presente (Achiles Estaço — Victoriano Carlos Semedo Feijó e Madureira; Index) :  [порт.] : in IV vol. / Diogo Barbosa Machado. — Lisboa : Francisco Luiz Ameno, 1759. — Vol. IV. — VI, 729 p.
- Biblioteca Lusitana: crítica, histórica e cronológica. 2ª edição. Lisboa: Oficinas Gráficas Bertrand Ltd. 1930—1935).
- Memorias do reinado de D. Sebastião, de D. Henrique, Filippe I, II, e III. 3 volumes.
- Memorias para a Historia de Portugal : que conprehendem o Governo Del Rey D. Sebastiaõ unico do nome, e decimo sexto entre os Monarcas Portuguezes. Do anno de 1554 até o anno de 1561 :  [порт.] : in IV vol. / Diogo Barbosa Machado. — Lisboa : Regia Officina Sylviana, Academia Real, 1736. — Vol. I. — 656 p.
- Memorias para a Historia de Portugal : que conprehendem o Governo Del Rey D. Sebastiaõ unico do nome, e decimo sexto entre os Monarcas Portuguezes. Do anno de 1561 até o anno de 1567 :  [порт.] : in IV vol. / Diogo Barbosa Machado. — Lisboa : Regia Officina Sylviana, Academia Real, 1737. — Vol. II. — 815 p.
- Memorias para a Historia de Portugal : que conprehendem o Governo Del Rey D. Sebastiaõ unico do nome, e decimo sexto entre os Monarcas Portuguezes. Do anno de 1568 até o anno de 1574 :  [порт.] : in IV vol. / Diogo Barbosa Machado. — Lisboa : Regia Officina Sylviana, Academia Real, 1747. — Vol. III. — 654 p.
- Memorias para a Historia de Portugal : que conprehendem o Governo Del Rey D. Sebastiaõ unico do nome, e decimo sexto entre os Monarcas Portuguezes. Do anno de 1575 até o anno de 1578 :  [порт.] : in IV vol. / Diogo Barbosa Machado. — Lisboa : Regia Officina Sylviana, Academia Real, 1751. — Vol. IV. — 523 p.
- Relaçaõ das solemnes exequias, dedicadas pelos Padres da Congregaçaõ da Missaõ, em 25, e 26 de Outubro de 1759, à saudosa memoria do Fidelissimo Rey de Portugal D. Joaõ V seu Augusto Fundador. Lisboa, Ignacio Rodrigues, 1750.